# Sövestad
Sövestad é uma localidade da Suécia, situada na província histórica da Escânia.

Tem cerca de 386 habitantes, e pertence à Comuna de Ystad.

Está situada a 8 km a norte de Ystad.